# Койчиев, Турсунбек Ормокоевич
Турсунбек Ормокоевич Койчиев (14 октября 1941, с. Сары-Булак, Калининский район, Чуйская область, Киргизская ССР, СССР — 1 июля 2016, Бишкек, Кыргызстан) — советский и киргизский художник, Народный художник Кыргызстана (2007).

## Образование
Трудовую деятельность начал с 1964 г. художником-оформителем в Пржевальской художественной мастерской. С 1967 по 1997 г. работал во Фрунзенском художественном фонде Киргизской ССР художником оформителем. Одновременно являлся художником оформителем в издательствах «Кыргызстан» и «Мектеп».
Творческая деятельность началась в 1965 г. с участия в республиканских выставках. Работал в сюжетно-тематической картине и пейзаже. С 1965 г. начал участвовать в пленэрах, ездил в творческие командировки в города Москва, Кутаиси, Гурфуз.
Членом Союза художников Киргизской ССР с 1970 г., член Союза художников ССР с 1972 г.
Участвовал в международных выставках: в городах Барии и Болонья (Италия, 1970), в Швеции и в Бельгии (1979), в Монголии (1980, 1988) в Москве (2007), а также во всесоюзных выставках, которые проходили в Москве, Вильнюсе, Алма-Ате, Таллине, ташкенте, Львове, Душанбе. Работы художника отражены в 15-ти изданиях: каталогах, альбомах и сборниках с 1967 по 2008 г.
В 2004 г. по итогам участия в Республиканской художественной выставке «Искусство Кыргызстана на рубеже эпох», посвященной Дню Независимости и 70-летию изобразительного искусства Кыргызской Республики, среди 200 полотен художников, занял 1 место и был награжден поездкой в Италию.
С 2005 г. являлся приглашенным членом комиссии для отбора художественных произведений при Аппарате Президента Кыргызской Республики, более 10 работ были подарены иностранным государствам: Казахстан, Россия, США и Турция.
Работы живописца находятся в частных коллекциях Франции, США, Китая, Турции, России и Казахстана.

## Награды и звания
- Народный художник Кыргызской Республики (2007).
- Заслуженный деятель культуры Кыргызской Республики (1993).
- Неоднократно награждался почетными грамотами ЦК ВЛКСМ (1968) и ЦК ЛКСМ Киргизии (1972, 1974), серебряной медалью ВДНХ СССР (1974).